# Waldemar Levy Cardoso

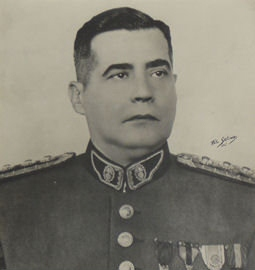
Waldemar Levy Cardoso

Waldemar Levy Cardoso (* 4. Dezember 1900 in Rio de Janeiro; † 13. Mai 2009 ebenda) war ein brasilianischer Feldmarschall.
Seine Eltern waren jüdische Emigranten aus Marokko. 1918 trat Cardoso in die brasilianische Armee ein. Er war der einzige im Jahr 2009 noch lebende Feldmarschall Brasiliens und ein Veteran des Zweiten Weltkrieges. Als Oberstleutnant war er Kommandant eines Artillerie-Bataillons der Força Expedicionária Brasileira und nahm an der Seite der USA an der Schlacht von Monte Castello in Italien teil.
Nach dem Militärputsch von 1964 hatte er kurzfristig eine führende Position im Kriegsministerium. 1967 wurde er Leiter des Nationalen Petroleumrates von Brasilien (Conselho Nacional do Petróleo). Von 1971 bis 1985 war er im Aufsichtsrat der nationalen Ölgesellschaft Petrobras, der er 1969 kurzzeitig vorstand.